# Абдільда Тажибаєв
Абдільда Тажибаєв (каз. Әбділда Тәжібаев; 1909—1998) — казахський радянський поет і драматург.

## Із життєпису
Походить з кипчацького племені Середнього жуза. Син бідняка.

В 1946 році закінчив Казахський педагогічний інститут.

Почав писати в 1928 році. У 1939 році нагороджений орденом «Знак Пошани». Видав три збірки віршів і дві поеми: «Прорив» і «Порятунок». Надрукував ряд віршів у журналах і газетах Казахстану. Писав переважно про молодь Казахстану, про її великі успіхи в освоєнні культурних цінностей Країни Рад. З творів Тажибаєва найбільш значні по своїй художній виразності поеми: «Оркестр» та «Розмова з Тарасом Шевченком».
Автор кіносценарію фільму «Джамбул» (1958).
З 1960 року — завідувач відділом театрального та образотворчого мистецтва інституту літератури і мистецтва АН Казахської РСР. Доктор філологічних наук (1972).